# イニャキ・デスカルガ
イニャキ・デスカルガ・レテギ（スペイン語: Iñaki Descarga Retegui、1976年8月25日 - ）は、スペイン・バスク州イルン出身の元サッカー選手。ポジションはDF。本来のポジションはセンターバックだが右サイドバックでもプレー出来る。

## 経歴
レアル・ウニオンの下部組織出身で、CAオサスナとSDエイバルを経て2000年にレバンテUDに移籍した。レバンテではクラブをセグンダ・ディビシオンB（3部）からプリメーラ・ディビシオン（1部）に引き上げ、自身は8シーズンで247試合に出場した。2008年にポーランドリーグのレギア・ワルシャワに移籍した。2009年7月、セグンダ・ディビシオン（2部）のレアル・ウニオンに移籍した。